# Бетски, Аарон
Аарон Бетски (нидерл. Aaron Betsky; род. 1958, Мизула, штат Монтана, США) — голландский архитектурный критик, эксперт и член жюри 14-ти архитектурных конкурсов, автор 10 книг по архитектуре и дизайну, директор Голландского института архитектуры (Роттердам).
Профессиональное образования получил в Йельском университете (бакалавр истории, искусства и литературы, 1979; магистр архитектуры, 1983).
Аарон Бетски является редактором журнала Architecture (Вашингтон), куратором выставок в Нидерландах и за рубежом.